# ペルセウス座アルファ星団
ペルセウス座α星団（ペルセウス座運動星団、Melotte 20、Collinder 39、Per OB3とも）は、ペルセウス座にある散開星団である。黄色超巨星の2等星であるペルセウス座α星（ミルファク）を取り巻くように分布することから、このように呼ばれる。ペルセウス座α星もこの星団のメンバー星である。明るいメンバーとして、ペルセウス座δ星、σ星、ψ星、29番星、30番星、34番星、48番星が挙げられる。
肉眼では、星団がいくつかの青い恒星（多くはB型主系列星）からなる様が観察できる。比較的大きな対象であるため、全体像をとらえるには高い倍率は適さない。双眼鏡での観察に適する。
星団の中心は地球から見てミルファクの北東の方向にある。ヒッパルコス衛星の観測と赤外領域の色-等級ダイアグラムのフィッティングから、星団までの距離は約172 pcであるとされている  。星団のサイズは、コア半径 11.4 ± 1.4 光年、半質量半径 18光年、潮汐半径 70.6 ± 8.5 光年である。潮汐半径内には、517もの構成星が識別されている。 星団は明らかな質量分離 (mass segregation) を経ており、端に近づくにつれ構成星の平均質量が減少している。 また、この星団には潮汐テイルの存在の兆候が認められる。これは銀河潮汐力によるものかもしれない。
ペルセウス座α星団の年齢は、約5000万–7000万年であると見積もられている 。構成星の平均金属量は太陽に近い値を示している。

## 主要な構成星
| 恒星名         | スペクトル分類 | 視等級 |
| -------------- | -------------- | ------ |
| α Per (33 Per) | F5Ib           | 1.81   |
| δ Per (39 Per) | B5III          | 3.01   |
| ε Per (45 Per) | B1V            | 2.88   |
| ψ Per          | B5Ve           | 4.31   |
| HD 21278       | B5V            | 4.99   |
| 31 Per         | B5V            | 5.05   |
| 29 Per         | B3V            | 5.16   |
| 30 Per         | B8V            | 5.49   |
| 34 Per         | B3V            | 4.67   |
| 48 Per         | B3Ve           | 4.03   |
| HD 21071       | B7V            | 6.09   |

## 関連するアソシエーション
カシオペア-おうし座アソシエーション (Cas-Tau) は、天球上100° × 60° の領域にわたって分布する散開したアソシエーションであり、ペルセウス座α星団と関連すると考えられている。このアソシエーションはBlaauw (1956) により見いだされたが、Blaauw 以降の研究ではコンタミネーションが指摘され、その存在が疑問視されていた。しかしながら、そののちに行われたヒッパルコス衛星による位置天文学的観測は、Cas-Tauがアソシエーションであることを支持している。
ペルセウス座α星団とCas-Tauの固有運動はよく似ており、約5000万年という年齢も一致している。このことから、両者は同一の起源を有することが支持される。 また、ガイア衛星による観測データから、ペルセウス座α星団はCas-Tauに包まれるように分布しており、Cas-Tauの中核部分を担っていると考えられている。